# Malachov
Malachov (allemand : Malechau, est un village de Slovaquie situé dans la région de Banská Bystrica.

## Histoire
Première mention écrite du village en 1327.

## Démographie

### Évolution de la population
| Année:               | 1994. | 2004.    | 2014.    | 2024.   |
| -------------------- | ----- | -------- | -------- | ------- |
| Nombre de personnes: | 817   | 918      | 1081     | 1132    |
| Différence:          |       | +12,36 % | +17,75 % | +4,71 % |

| Année:               | 2023. | 2024.   |
| -------------------- | ----- | ------- |
| Nombre de personnes: | 1133  | 1132    |
| Différence:          |       | -0,08 % |